# Juan Carlos Zubczuk
Juan Carlos Zubczuk Miszuk (sinh ngày 31 tháng 3 năm 1965 ở Oberá, Misiones) là một thủ môn bóng đá chuyên nghiệp người Argentina-Peru. Ông là người gốc Ukraina.

## Sự nghiệp câu lạc bộ
Ông chơi cho Racing Club de Avellaneda ở Argentina, và Universitario de Deportes cũng như Alianza Atlético ở Peru.